# Ferri Somogyi
Ferenc Imre (Ferri) Somogyi (Hilversum, 3 juni 1973) is een Nederlands acteur en dj. Hij kreeg bij het grote publiek vooral naamsbekendheid door zijn rol als Rik de Jong in de soap Goede tijden, slechte tijden.

## Biografie
Somogyi is kwart Hongaars; zijn vader Imre Somogyi is een voormalig Nederlands-Hongaars journalist. Zijn broer Sandor overleed op 35-jarige leeftijd aan een hartziekte.
Na het afronden van de havo aan het Laar & Berg heeft Somogyi een jaar Computer science (computerkunde) gestudeerd aan het Mesa Community College in San Diego. Daarna kwam hij terug naar Nederland om zijn dienstplicht te vervullen. Gedurende dat jaar heeft hij auditie gedaan voor Goede tijden, slechte tijden en daar kreeg hij, na een jaar bij het castingbureau van Harry Klooster te hebben gewerkt, te horen dat hij de rol van Rik de Jong mocht gaan spelen – een rol die speciaal voor hem geschreven was. Hij speelde deze rol in eerste instantie van 1995 tot begin 2003. In deze tijd speelde Somogyi ook in Baantjer, De garage, Bon bini beach, Het glazen huis en in de film Jezus is een Palestijn.
In 2002 emigreerde Somogyi officieel naar de Verenigde Staten om daar zijn carrière een vervolg te geven. Tijdens zijn verblijf aldaar was hij nog regelmatig op de Nederlandse televisie te zien en deed hij mee met Hotel Big Brother. In 2007 maakte hij zijn comeback als Rik de Jong in Goede tijden, slechte tijden. Aanvankelijk was gepland dat hij de serie na vier maanden weer zou verlaten, maar zijn contract werd verlengd.
In 2008 was Somogyi deelnemer bij Ranking the Stars. Hij was ook een van de deelnemers aan het eerste seizoen van het televisieprogramma Fort Boyard in 2011.
In de film Sint & Diego: De magische bron van Myra (2012) speelt hij de vader van Madelief.
In 2022 werd hij mede-eigenaar van ShoutOut VIP, een website waarbij gebruikers tegen betaling BN'ers een boodschap kunnen laten opnemen.
In 2023 is Somogyi deelnemer in De Verraders als getrouwe. In de achtste aflevering bleek hij door de verraders te zijn vermoord.

## Privéleven
Somogyi is sinds juni 2018 getrouwd. In september 2018 kreeg hij een dochter. In mei 2021 kreeg hij een tweeling, twee jongens.

## Filmografie

### Film
- 1997: All Stars, als zichzelf
- 1999: Jezus is een Palestijn, als Bob
- 2012: Sint & Diego: De Magische Bron van Myra, als vader van Madelief
- 2015: Zeeuws meisje, als Timo Schipper
- 2019: Whitestar, als vader van Megan

### Televisie

#### Als acteur
- 1995-2004, 2007-heden: Goede tijden, slechte tijden, als Rik de Jong
- 1997: Pittige tijden, als Rik
- 1998: Goede tijden, slechte tijden, De Reünie', als Rik de Jong
- 1998: Baantjer, als Dennis Bouwman (afl. De Cock en de moord zonder effect)
- 2000: De garage, als Steffen
- 2002 of 2003: Bon bini beach
- 2004 of 2005: Het glazen huis
- 2014: Jeuk, als Ferri
- 2015: Flikken Maastricht, als Nico Langedam (afl. Overvallen)

#### Overig
- 2005: Bobo's in the bush, als deelnemer
- 2007: Hotel Big Brother, als deelnemer
- 2008: Ranking the stars, als panellid
- 2011: Fort Boyard, als deelnemer
- 2021: De Alleskunner VIPS, als deelnemer
- 2023: Voor het blok, als deelnemer
- 2023: De Verraders, als getrouwe
- 2023: Make Up Your Mind, als deelnemer Jessie Slaaay
- 2024: Moordfeest, als deelnemer
- 2025: Bijbelen met sterren, als hoofdgast
- 2025: Het perfecte plaatje in Italië, als deelnemer